# سیارک ۴۰۰۷
سیارک ۴۰۰۷ (به انگلیسی: 4007 Euryalos، نامگذاری:1973SR) چهار هزار و هفتمین سیارک کشف شده‌است که در ۱۹ سپتامبر ۱۹۷۳ کشف شد.
قدر مطلق سیارک برابر ۱۰٫۰۰ است.